# Гута (Шосткинський район)
Гу́та — село в Україні, у Березівській сільській громаді Шосткинського району Сумської області.
У минулому село називалося «Гутка (Миклашевського)».

## Географія
Село Гута розташоване за 2 км від правого берегу річки Есмань. На відстані 4 км розташоване село Землянка. Село оточене великим лісовим масивом (дуб, сосна).
По селу тече струмок, що пересихає із загатою.

## Населения
Населення на кінець 2001 року становило 53 особи.

## Назва
Назва походить від слова „гута“ – „скляний завод“. У минулому село називалося «Гутка (Миклашевського)».

## Історія
Засновано на території Ніжинського полку Гетьманщини.
Один скляний завод (гута), заснований наприкінці XVII ст., знаходився у слободі Новосілки Глухівської сотні. На сторінках праці «Гути на Чернігівщині» В. Модзалевський пише:
|                                                 | Сл. Новосілки, Глухівського п. «Слободка Новоселки, с мелницею з двома жерновами на ріки Ясмани, при томі) же и стекляной завод, на реки Уску одни жернова и ступи, его-ж пожитками построенние», затверджена була за генеральним осавулом Михайлом Миклашевським гетьманським універсалом 1688 й 1689 pp. й царською грамотою 1689 р. Напевне – тотожна з хут. Гуткою Миклашевського, Глухівського повіту, біля допливу р. Есмани (1859 p.) |
| — В. Модзалевський, Гути на Чернігівщині, с. 81 | |

В «Малороссийском Родословнике» В. Модзалевський перший універсал гетьмана датує 1687 р. Якщо взяти сам «Універсал Івана Мазепи колишньому військовому осавулові Михайлові Миклашевському на село Зазірки, слобідку Новосілки, гуту і млин від 7 серпня 1687 р.», то в ньому, крім вище згаданих поселень, було згадано ще й с. Кочерги:
|                                               | Село Кочерги з млынамы, тож працею и укладом своимъ з греблею на рецѣ Есманы фондованими. На той же рецѣ ниже села Кочергъ купленных каменей два и ступи, греблю в селѣ в Орелѣ, на рецѣ в Орелѣ з двома каменями, а третими ступами нимъ же купленную, и ихъ працею и коштомъ натравучуся. А на той же речцѣ в Олеллѣ више прозиваемого урочища Будища новофундований млинъ о двох колах з менемъ и ступами будучий, а при томъ гуту и слободку, нарицаемую Новосюлки з двома каменями млива на речцѣ Ясманѣ лежачими. |
| — Універсал Івана Мазепи від 7 серпня 1687 р. | |

В О. Лазаревського про слобідку Новосіли Глухівської сотні жодних відомостей немає, але під час опису маєтностей М. Миклашевського зазначає: «в 1687 г. Мазепа дал ему с. Кочерги», яке вище згадувалося в універсалі. Також вказує, що «Глуховские имения заключали в себе села: Воргол, Зазирки, Волокитин, Кочерги и Палеевку, слободы и хутора Дорошовку, Колошиновку, Кубаров и др.».
Таким чином, можна сміливо припустити, що гута була заснована близько 1687 р. поблизу слободи Новосілки Глухівської сотні, яка досить швидко зникла з мапи Ніжинського полку. В «Описі Новгород-Сіверського намісництва (1779–1781)», як і в «Описании Старой Малороссии», про слободу Новосілки відомостей немає, тому припущення В. Модзалевського щодо тотожності її з хут. Гуткою Миклашевського, Глухівського повіту, біля допливу р. Есмани (1859 p.), можна підтримати.
З 1917 — у складі УНР, з квітня 1918 — у складі Української Держави Гетьмана Павла Скоропадського. З 1921 тут панує стабільний окупаційний режим комуністів, якому чинили опір місцеві мешканці.  
1-3 березня біля Гути відбувся бій партизанів С.А. Ковпака та німецьких військових, німці зазнали втрат та вже 8 березня1942 німці з бійцями Української роти вчинили спалення хутора Гути, де згоріло 79 дворів, було розстріляно 160 мешканців.   
1946 комуністи вдалися до нового Голодомору, обкрадаючи селян. 1991 року село було визволене з під окупації СРСР та увійшло до складу Держави Україна.  
12 червня 2020 року, відповідно до розпорядження Кабінету Міністрів України № 723-р «Про визначення адміністративних центрів та затвердження територій територіальних громад Сумської області», село увійшло до складу Березівської сільської громади.  
19 липня 2020 року, в результаті адміністративно-територіальної реформи та ліквідації Глухівського району, село увійшло до складу новоутвореного Шосткинського району.

## Відомі особистості
Гутянко Микола Наумович
Гутянко Георгій Наумович
Кобець Степан Іванович
Кобець Йосип Федірович
Халупенко Петро Федірович
Халупенко Параска Яківна